# 희옹공 이숙균 묘소
희옹공 이숙균 묘소는 경기도 고양시 일산동구 식사동에 있는 조선조 전기의 인물인 이숙균의 묘소이다. 4각형의 무덤과 문인석, 기단석 등이 잘 보존되어 있다. 2007년 8월 10일 고양시의 향토문화재 제50호로 지정되었다.

## 개요
조선 초의 문신으로 태조 6년(1397)에 출생하여 세종 30년(1448)에 사망하였고, 자는 균평, 본관은 단양으로 익평공 우의정 이무의 손자이다. 세종 5년(1423)에 외직을 맡아 많은 공을 세웠는데 특히 서방을 지키는 방책을 자주 올렸으며, 세종 8년(1426)에 광주 목사로 부임하였고 후에 강흥부사로 임명되었으나, 임지에 나가기 전에 세상을 뜨므로 세종은 그의 공을 높이 여겨 가선대부한성판윤에 증직하고 예장하였다. 시호는 희옹공이다.